# エドワード・D・ボイトの娘たち
『エドワード・ダーレイ・ボイトの娘たち』（英: The Daughters of Edward Darley Boit）は、1882年にアメリカの画家ジョン・シンガー・サージェントが描いた油絵。
サージェントはエドワード・ダーレイ・ボイト夫妻の友人であり、4人の娘を描いた。また、4人の娘たちと共に大きな青と白の陶器の花瓶が描かれている。
現在、この絵はボストン美術館に所蔵されている。